# Hiouchi, California
Hiouchi, California (енгл. Hiouchi) насељено је место без административног статуса у америчкој савезној држави Калифорнија.

## Демографија
По попису из 2010. године број становника је 301.
| Група             | 2000.    | 2010.       |
| Белци             | 0 (0,0%) | 264 (87,7%) |
| Афроамериканци    | 0 (0,0%) | 0 (0,0%)    |
| Азијати           | 0 (0,0%) | 6 (2,0%)    |
| Хиспаноамериканци | 0 (0,0%) | 11 (3,7%)   |
| Укупно            | 0        | 301         |